# 巨蟹宮
巨蟹宮（拉丁语：Cancer）是占星术黃道十二宮之第四宮，指的是出生日期為夏至後至大暑前，約為每年6/22~7/22；天文學對應的星座是巨蟹座。巨蟹宫的附庸星（也門占星學）為木星及海王星，代表木星的大紅斑以及海王星的大黑斑。而在密宗占星學中，巨蟹宮的神秘守護星及層次守護星為海王星（在也門占星學中屬於歸附）。

## 符號及象徵

巨蟹座的天文符号

巨蟹宮的符號為兩隻蟹螯，亦是乳房及子宮的形狀，代表母性；守護星為月亮，亦代表人的胸部及少年時期，代表色為藍色。木星及海王星是巨蟹宮的擢升守護星（與也門占星學的附庸星相同）。
巨蟹宮與雙魚宮及天蠍宮都屬於占星學中依照亞里士多德時期認為構成宇宙的四元素說的四分類法中的水象星座，意象為大海；是占星學中三分類法，本位、固定、變動中的本位星座（又稱主導星座）；是占星學中二分類法，陽、陰中的陰性星座。

### 符號編碼
巨蟹宮符號編碼記載於雜項符號。
- U+264B ♋ CANCER